# Aleiodes gossypiellae
Aleiodes gossypiellae är en stekelart som först beskrevs av Muesebeck 1956.  Aleiodes gossypiellae ingår i släktet Aleiodes och familjen bracksteklar. Inga underarter finns listade i Catalogue of Life.